# فرودگاه دالامان
فرودگاه دالامان (به انگلیسی: Dalaman Airport) (به زبان بومی: Dalaman Havalimanı) یک فرودگاه است که یک باند فرود از جنس سنگفرش دارد و طول باند آن ۹۸۴۲ متر است. این فرودگاه در کشور ترکیه قرار دارد.

## شرکت‌های هواپیمایی و مقصدهای پروازی

### Scheduled
| شرکت‌های هواپیمایی                  | مقصدهای پروازی |
| ---------------------------------- | --- |
| ایر صربیا اجرا توسط ایر صربیا      | چارتر فصلی: بلگراد نیکولا تسلا |
| Anda Air                           | چارتر فصلی: کیف ژولیانی |
| اطلس گلوبال                        | آتاترک فصلی: صبیحه گوکچن |
| آسترین ایرلاینز                    | فصلی: وین |
| آذربایجان ایرلاینز                 | فصلی: حیدر علی‌اف |
| Azur Air                           | چارتر فصلی: قازان، دوموده‌دوو، روستوف-نا-دونو، پالکوو، کولتسوو                                                                                 |
| Azur Air Ukraine                   | چارتر فصلی: خارکوف، بوریسپیل، لیو دانیلو هالیتسکی                                                                                             |
| براوو ایرویز                       | چارتر فصلی: خارکوف، کیف ژولیانی، اودسا |
| بریتیش ایرویز                      | فصلی: گاتویک |
| Corendon Dutch Airlines            | فصلی: اسخیپول آمستردام |
| ایزی‌جت                             | فصلی: بریستول، ادینبرو، گاتویک، استانستد لندن، منچستر                                                                                         |
| ادلوایس ایر                        | فصلی: زوریخ |
| انتر ایر                           | چارتر فصلی: گدایسک لخ والسا، کاتوویتس، جان پل دوم کراکوف-بالیس، لودز لوبلینک، پوزنان-لاویکا، رزسزاوشو-جسینکا، شوپن ورشو، وروتسواف کوپرنیکوس   |
| فری‌برد ایرلاینز                    | چارتر فصلی: بورنموث، نیوکاسل، شارل دوگل پاریس                                                                                                 |
| جرمنیا                             | فصلی: برمن، درسدن |
| جت۲.کام                            | فصلی: بیرمنگام (Begins ۴ مه ۲۰۱۸), ایست میدلند، ادینبرو (برقراری مجدد از ۴ مه ۲۰۱۸), گلاسگو، لیدز برادفورد، استانستد لندن، منچستر، نیوکاسل    |
| جت تایم                            | چارتر: کپنهاگ |
| مونارک ایرلاینز                    | فصلی: بیرمنگام، لیدز برادفورد، گاتویک، لوتن لندن، منچستر                                                                                      |
| نوردویند ایرلاینز                  | چارتر فصلی: قازان، شرمتیوو، بولشویه ساوینو، روستوف-نا-دونو، پالکوو، کورومچ، اوفا                                                              |
| پگاسوس ایرلاینز                    | صبیحه گوکچن فصلی: گاتویک، منچستر |
| Small Planet Airlines              | چارتر فصلی: ویلنیوس |
| سان‌اکسپرس دویچلند                  | فصلی: کلن بن، دوسلدورف، فرانکفورت، هامبورگ، مونیخ، اشتوتگارت                                                                                  |
| Thomas Cook Airlines               | فصلی: آبردین، بلفاست, بیرمنگام، بریستول، کاردیف، گلاسگو، گاتویک، استانستد لندن، منچستر، نیوکاسل                                               |
| Thomas Cook Scandinavia            | چارتر فصلی: کپنهاگ |
| Thomson Airways                    | فصلی: آبردین، بیرمنگام، بریستول، کاردیف، دونکاستر شفیلد رابین‌هود، ایست میدلند، ادینبرو، اکستر، گلاسگو، گاتویک، استانستد لندن، منچستر، نیوکاسل |
| ترانساویا.کام                      | فصلی: اسخیپول آمستردام |
| Travel Service Poland              | فصلی: شوپن ورشو |
| TUI fly Belgium                    | فصلی: بروکسل |
| تی‌یوآی‌فلای                         | فصلی: کلن بن، دوسلدورف، فرانکفورت، هامبورگ، هانوفر، مونیخ، اشتوتگارت                                                                          |
| تی‌یوآی ایرلاینز نیدرلندز           | فصلی: اسخیپول آمستردام |
| تی‌یوآی‌فلای نوردیک                  | چارتر فصلی: گاردرموئن اسلو |
| ترکیش ایرلاینز                     | آتاترک فصلی: صبیحه گوکچن |
| ترکیش ایرلاینز اجرا توسط آنادولوجت | فصلی: اسن‌بوغا، صبیحه گوکچن |
| هواپیمایی بین‌المللی اوکراین        | چارتر فصلی: بوریسپیل |
| اورال ایرلاینز                     | فصلی: دوموده‌دوو |
| Windrose Airlines                  | چارتر فصلی: بوریسپیل |
| وینگز آو لبنان                     | چارتر: رفیق حریری بیروت |
| هواپیمایی معراج                    | فصلی: تهران-امام خمینی |